# 糸球体外メサンギウム細胞
糸球体外メサンギウム細胞(英: extraglomerular mesangial cell)あるいは細網状細胞(英: lacis cell)とは糸球体外の血管極や緻密斑付近に認められる淡く染色される腎臓の細胞。
糸球体外メサンギウム細胞は遠位尿細管の緻密斑と輸入細動脈の傍糸球体細胞とともに傍糸球体装置を形成する。この装置はレニン-アンギオテンシン-アルドステロン系を通して血圧を調節する。糸球体外メサンギウム細胞の特別な機能についてはよくわかっていないが、エリスロポエチンの分泌に関係している。